# Георгиевский сельсовет (Ребрихинский район)
Георгиевский сельсовет — бывшее муниципальное образование со статусом сельского поселения и бывшее административно-территориальное образование в Ребрихинском районе Алтайского края России. Административный центр — село Георгиевка.
Законом Алтайского края от 30 января 2014 года № 10-ЗС, Беловский и Георгиевский сельсоветы Ребрихинского района были преобразованы, путём их объединения, в Беловский сельсовет с административным центром в селе Белово.

## Демография
По результатам Всероссийской переписи населения 2010 года, численность населения муниципального образования составила 573 человека, в том числе 271 мужчина и 302 женщины. Оценка Росстата на 1 января 2012 года — 566 человек.

## Населённые пункты
В состав сельского поселения входит один населённый пункт — село Георгиевка.